# Duque de Atrisco

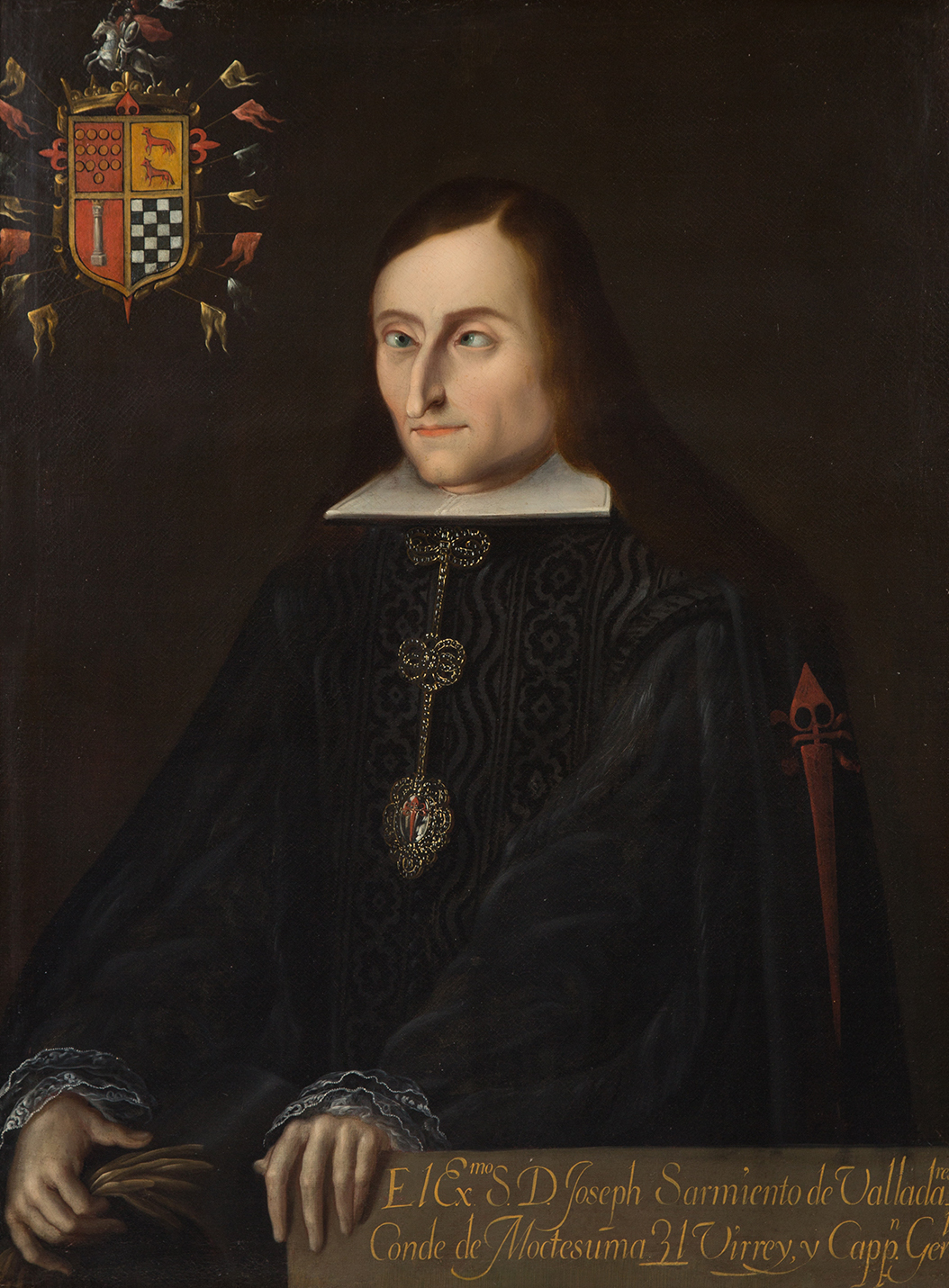
José Sarmiento Valladares, de eerste hertog van Atrisco.

Duque de Atrisco is een sinds 1708 bestaande Spaanse adellijke titel.

## Geschiedenis
Op 17 april 1708 werd de titel van hertog van Atrisco gecreëerd door Filips V van Spanje voor José Sarmiento de Valladares y Arines Troncoso Romay (1643-1708), onderkoning van Nieuw-Spanje onder gelijktijdige verlening aan deze titel van Grandeza de España; de naam verwijst naar de plaats Atlixco. De titel ging vervolgens over naar de  geslachten Osorio de Moscoso, Guzmán, De Bauffremont en Barón, in welk laatste geslacht de titel zich nog steeds bevindt.
Huidig titeldrager is na Gonzalo Barón y Gavito, onder andere Duque de Sessa (1948) sinds 9 juli 2004 zijn dochter Adelaide Barón Carral (1977).